# Volta
A Volta folyó Nyugat-Afrikában, amely a Guineai-öbölbe torkollik. Három ága a Fekete-Volta, a Fehér-Volta és a Vörös-Volta. Róla kapta a nevét Francia-Felső-Volta, később Felső-Volta, mielőtt 1984-ben nevét Burkina Fasóra változtatták. A Volta portugál eredetű név, jelentése kanyargás, kavargás.
A ghánai Volta-tó a világ legnagyobb mesterséges tava, amely a délkelet-ghánai Akosombo-gáttól a 400 km-rel északabbra fekvő Yapei városáig húzódik. A víztározót villamosenergia-termelésre, közlekedésre, öntözésre és haltenyésztésre használják.

## Vízgyűjtő területe

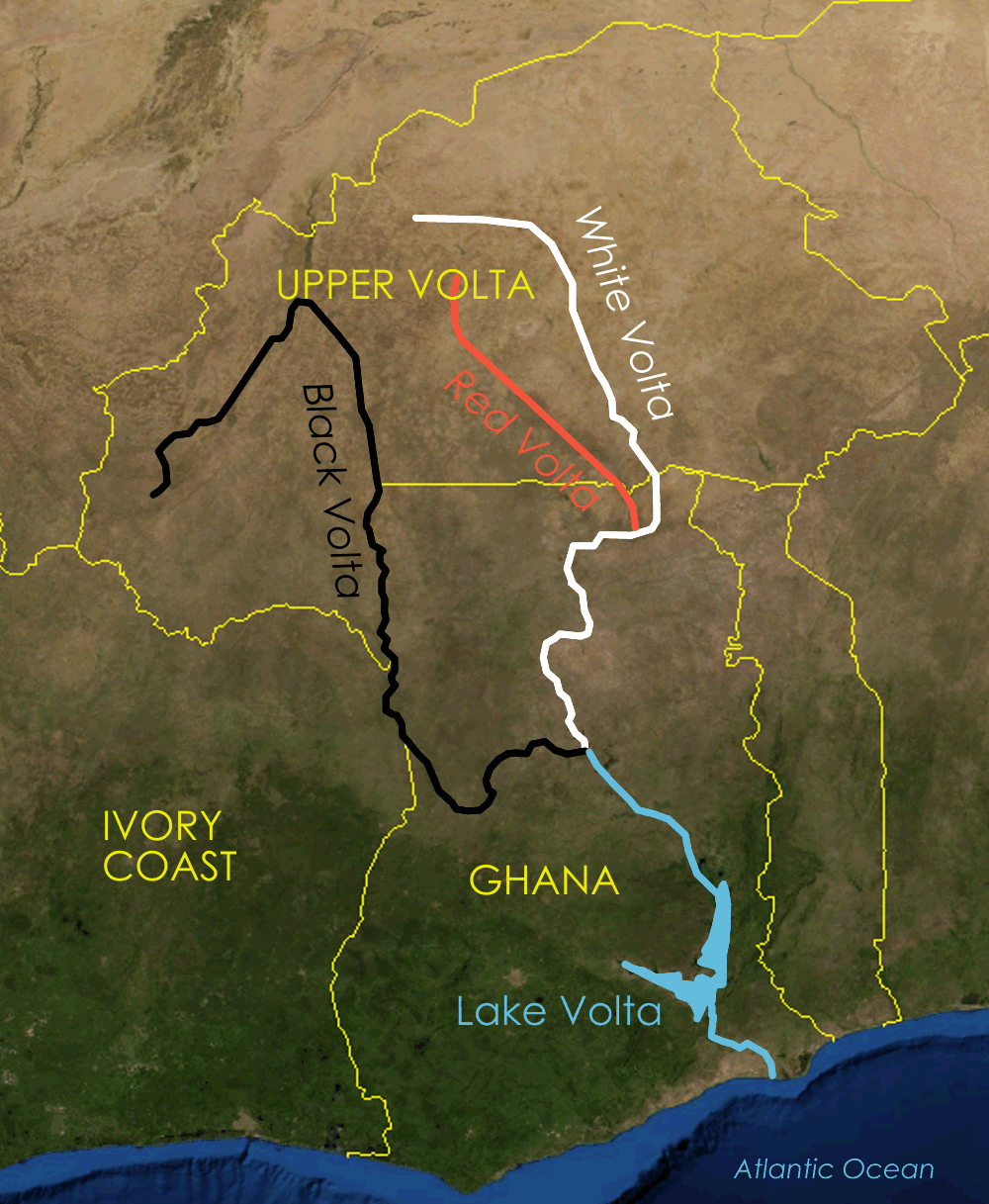
A Fehér-, Fekete-, és Vörös-Volta műholdképen

A Volta vízgyűjtő területe mintegy 407 000 km² területről vezeti a vizet a Guineai-öbölbe. A párástól a félszáraz nyugat-afrikai szavanna zónában található. Az Atlanti-óceántól távolodva a szárazság növekszik, az esőzés egyre kiszámíthatatlanabb. Az éves csapadék mennyisége délen 2000 mm, míg a vízgyűjtő terület északi részén 500 mm (mint nálunk). Az esők nagy része elpárolog, csak mintegy 10%-a válik a folyók vízévé.
A Volta vízgyűjtő területén 6 nyugat-afrikai ország osztozik: Burkina Faso (46%), Ghána (39%), Togo (6%), Benin (4%), Mali (3%) és Elefántcsontpart (2%).
A Volta-folyó a két fő ága, a Fekete és a Fehér Volta, Burkina Faso nyílt fennsíkjain ered és észak-közép Ghánában, mintegy 480 km-re északra az Atlanti-óceántól egyesül. A folyó esése 25-50 cm/km. Mellékfolyói az Oti és az Afram folyó.
A Volta alsó folyását már a 15. századi portugál felfedezők is jól ismerték, akik a folyó nevét adták – volta portugál jelentése kanyarog.

## Vízjárása
Vízjárása az évszakoknak megfelelően szabályos, de szélsőséges egyenlőtlen: a vízszint ingadozása eléri a 12,5 m-t. Gyakorlatilag a Volta összes kis és nagy mellékfolyója kiszárad, vagy vízhozama 5 m³/s alá csökken a száraz évszakban.

## Volta-tó

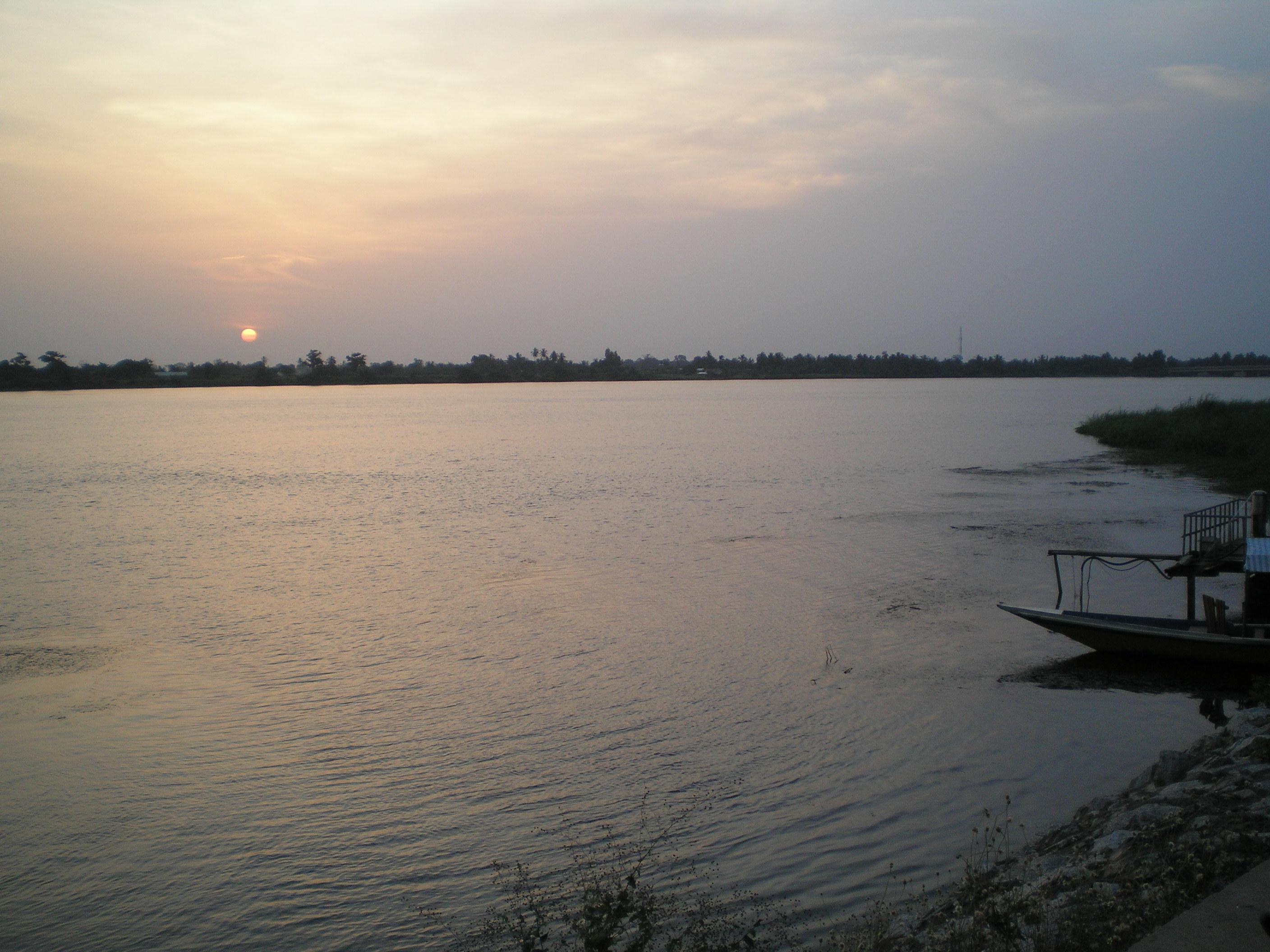
Naplemente a Volta-folyón, Sogakopénál, mintegy 25 km-re a torkolatától északra

A Volta-folyó völgyének északi négyötödét a Volta-tó árasztja el, ami a világ legnagyobb felületű mesterséges tava. A tó akkor képződött, amikor megépítették a vízerőmű duzzasztó gátját Akosombónál 1961 és 1965 között. A gát elkészülte után mintegy 80 000 embernek kellett elköltöznie a folyó partjáról több száz faluból magasabb területekre a vízszint emelkedése miatt.
A tó létrehozásával jelentősen növekedett a vízzel terjedő betegségek aránya. A három fő betegség a folyami vakság (onchocerciasis), bilharzia (schistosomiasis) és malária.
A Volta-medence nem sűrűn lakott, mivel a középső és az északi területeken gyakori a cecelégy, az álomkór terjesztője. A gyér lakosság főleg mezőgazdasággal foglalkozik. A Volta-tó halban gazdag, vizét pedig öntözéses gazdálkodásra is használják, rajta csónakok és kisebb hajók közlekednek.
Hossza mintegy 400 km, átlagos mélysége 18,8 m, a felülete 8502 km², a part hossza 7250 km és 148 milliárd m³ (148 km³) vizet tárol. Az akosombói vízerőmű 1020 MW teljesítményű (a Paksi atomerőmű fele), ami Ghána áramfogyasztásának kb. 80%-át fedezi.

## Gátak

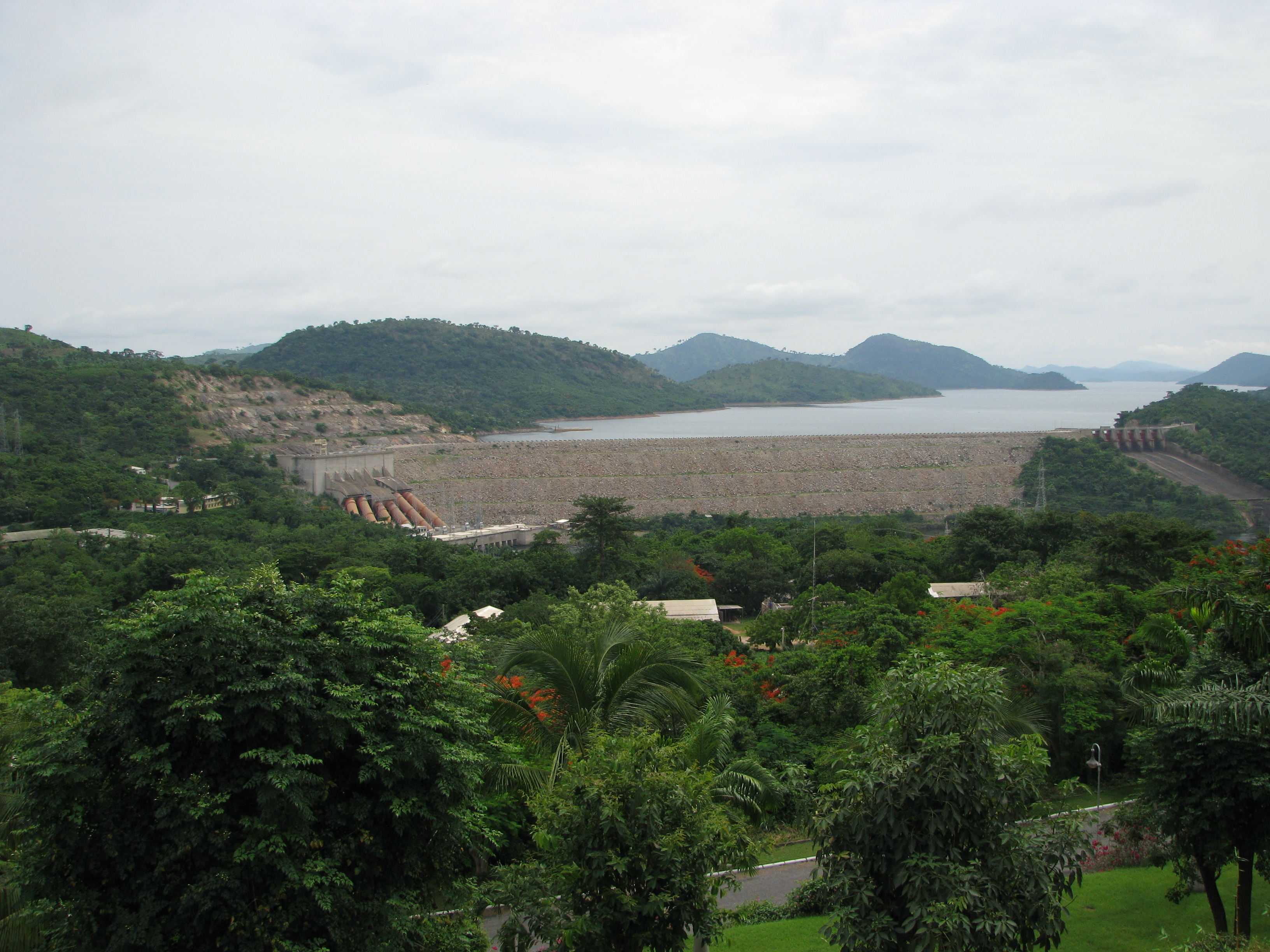
Akosombo gát

Az Akosombo-gáton kívül több kisebb-nagyobb gát épült a Volta vízgyűjtő területén. Ezek közül néhány vízerőmű, a többség öntözésre és ivóvízellátásra szolgáló duzzasztógát.

### Ghána
Ghánában jelenleg két vízerőmű működik, egy épül és további három áll tervezés alatt. 7 duzzasztó gát az ivóvízellátást szolgálja és számos kisebb gát öntözéshez duzzasztja a folyók vizét.
Vízerőművek:
- Akosombo-gát: 1020 MW
- Kpong-gát: 160 MW - Alsó Volta
- Bui-gát: 400 MW - Fekete Volta (építés alatt)

Tervezett vízerőművek:
- Juale-gát: 87 MW
- Hemand-gát: 93 MW
- Pwalugu: 48 MW

Ivóvízellátásra épült duzzasztó gátak:
Axim-, Owabi-, Barikese-, Weija-, Brimsu-, Kwanyaku- és az Inchaban-gát.

### Burkina Faso
Burkina Fasóban egyedül több mint 1200 kis gátat építettek az 1970-es '80-as években a Fehér Voltán, hogy biztosítsák az ivóvizet, lehetővé tegyék az öntözést és ezáltal a földművelést az ország száraz, északi területein is.
Vízerőművek:
- Bagre-gát: 41,5 MW
- Kompienga-gát: 31 MW

### Togo
Vízerőművek:
- Nangbeto-gát: 64 MW - Mono-folyó
- Kpime-gát: 16 MW - Mono-folyó